# Bitwa pod Nowogródkiem

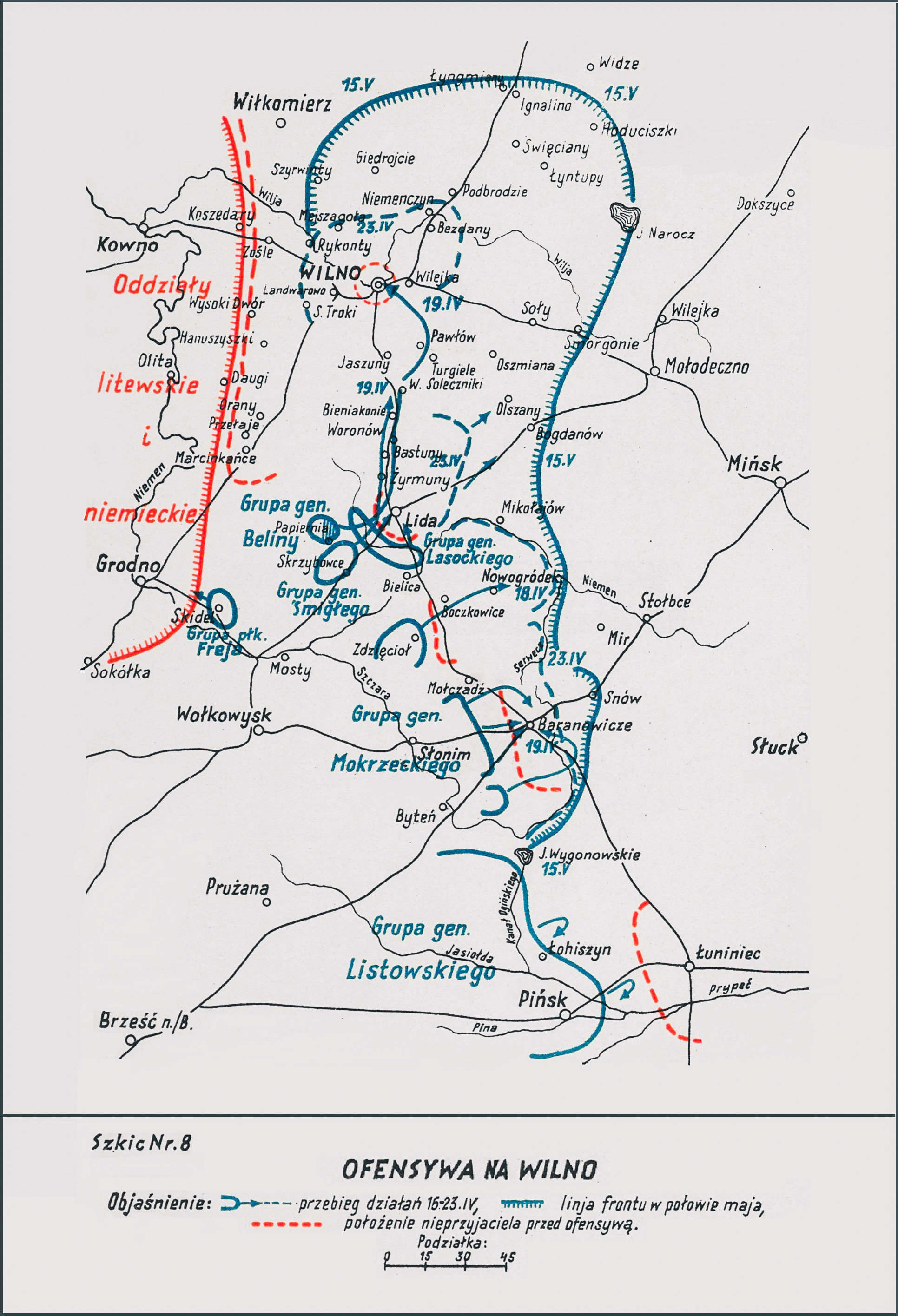
Adam Przybylski,
Wojna Polska 1918–1921

Bitwa pod Nowogródkiem – walki grupy mjr. Leona Zawistowskiego z oddziałami Zachodniej Dywizji Strzelców toczone w początkowym okresie wojny polsko-bolszewickiej.

## Geneza
W ostatnich miesiącach 1918 i w pierwszych 1919 na wschodnich krańcach odradzającej się Rzeczypospolitej stacjonowały wojska niemieckie Ober-Ostu. Ich ewakuacja powodowała, że opuszczane przez nie tereny od wschodu zajmowała Armia Czerwona. Jednocześnie od zachodu podchodziły oddziały odradzającego się Wojska Polskiego. W lutym 1919 oddziały polskie weszły w kontakt bojowy z jednostkami Armii Czerwonej. Rozpoczęła się nigdy niewypowiedziana wojna polsko-bolszewicka. W tym okresie oddziały polskie prowadziły ograniczone działania zaczepne. W połowie lutego front polsko-sowiecki ustalił się na linii rzeki Szczary. 26 marca 1919 marszałek Józef Piłsudski przedstawił w Brześciu plan wyzwolenia Wilna. Plan przewidywał też wykonanie uderzenia demonstracyjnego na Baranowicze, Lidę i Nowogródek. Miały one odwrócić uwagę dowództwa sowieckiej Dywizji Zachodniej od głównego kierunku uderzenia, jakim był kierunek wileński.
Zadanie opanowania Baranowicz i Nowogródka powierzono oddziałom „Frontu rzeki Szczary” gen. Adama Mokrzeckiego. Dysponował on dziewięcioma batalionami piechoty, 3. i 9 pułkiem ułanów, grupą jazdy mjr. Dąbrowskiego i trzema bateriami artylerii. Dla Józefa Piłsudskiego celem działań prowadzonych przez tę część Dywizji Litewsko-Białoruskiej na Nowogródek i Baranowicze było nie tyle opanowanie tych miast, co związanie dużych sił nieprzyjacielskich.

## Walczące wojska
| Jednostka                             | Dowódca                  | Podporządkowanie        |
| Wojsko Polskie                        |                          |                         |
| dowództwo Dywizji Lit.-Biał.          | gen. Stanisław Szeptycki | Fr. Litewsko-Białoruski |
| ⇒ grupa mjr. Zawistowskiego           | mjr Leon Zawistowski     | Dywizja L-B             |
| → Kowieński pułk strzelców            | mjr Leon Zawistowski     | gr. mjr. Zawistowskiego |
| → II/Białostockiego ps (1 i 5 komp.)  | por. Marian Turkowski    | gr. mjr. Zawistowskiego |
| → 1 szwadron 10 pułku ułanów          | por. Wielowiejski        | gr. mjr. Zawistowskiego |
| → dwa plutony 5 pułku ułanów          |                          | gr. mjr. Zawistowskiego |
| → 3 bateria 8 pułku artylerii polowej |                          | gr. mjr. Zawistowskiego |
| → pluton artylerii ciężkiej           |                          | gr. mjr. Zawistowskiego |
| Armia Czerwona                        |                          |                         |
| dowództwo Dywizji Zachodniej          | Roman Łągwa              | Armia Zachodnia         |

## Walki pod Nowogródkiem
Podczas polskiej wyprawy na Wilno oraz równoczesnego uderzenia na Lidę i Baranowicze, zadanie zdobycia Nowogródka powierzono grupie mjr. Leona Zawistowskiego. W jej skład wchodził Kowieński pułk strzelców, II batalion Białostockiego pułku strzelców, szwadron 10 pułku ułanów, dwa plutony 5 pułku ułanów, 3 bateria 8 pułku artylerii polowej i pluton artylerii ciężkiej. Prawe skrzydło grupy utrzymywało łączność taktyczną z grupą płk. Aleksandra Boruszczaka, nacierającą na Baranowicze, lewe z grupą zaniemeńską gen. Józefa Lasockiego, maszerującą na Lidę. 
Nocą z 14 na 15 kwietnia oddziały mjr. Zawistowskiego podeszły pod Nowojelnię i z marszu uderzyły na sowieckie pozycje. Przeciwnik, uprzedzony przez ludność o nadciąganiu Polaków, stawił jednak zacięty opór. Natarcie kowieńskiego pułku trzykrotnie załamał celny ogień czerwonoarmistów. Dopiero manewr obejścia wykonany szwadronem 10 pułku ułanów dał Polakom przewagę, Sowieci wycofali się z Nowojelni w kierunku na Nowogródek. Na stacji Nowojelna zdobyto wielkie składy granatów ręcznych, granatników, amunicji, a także narzędzia saperskie.

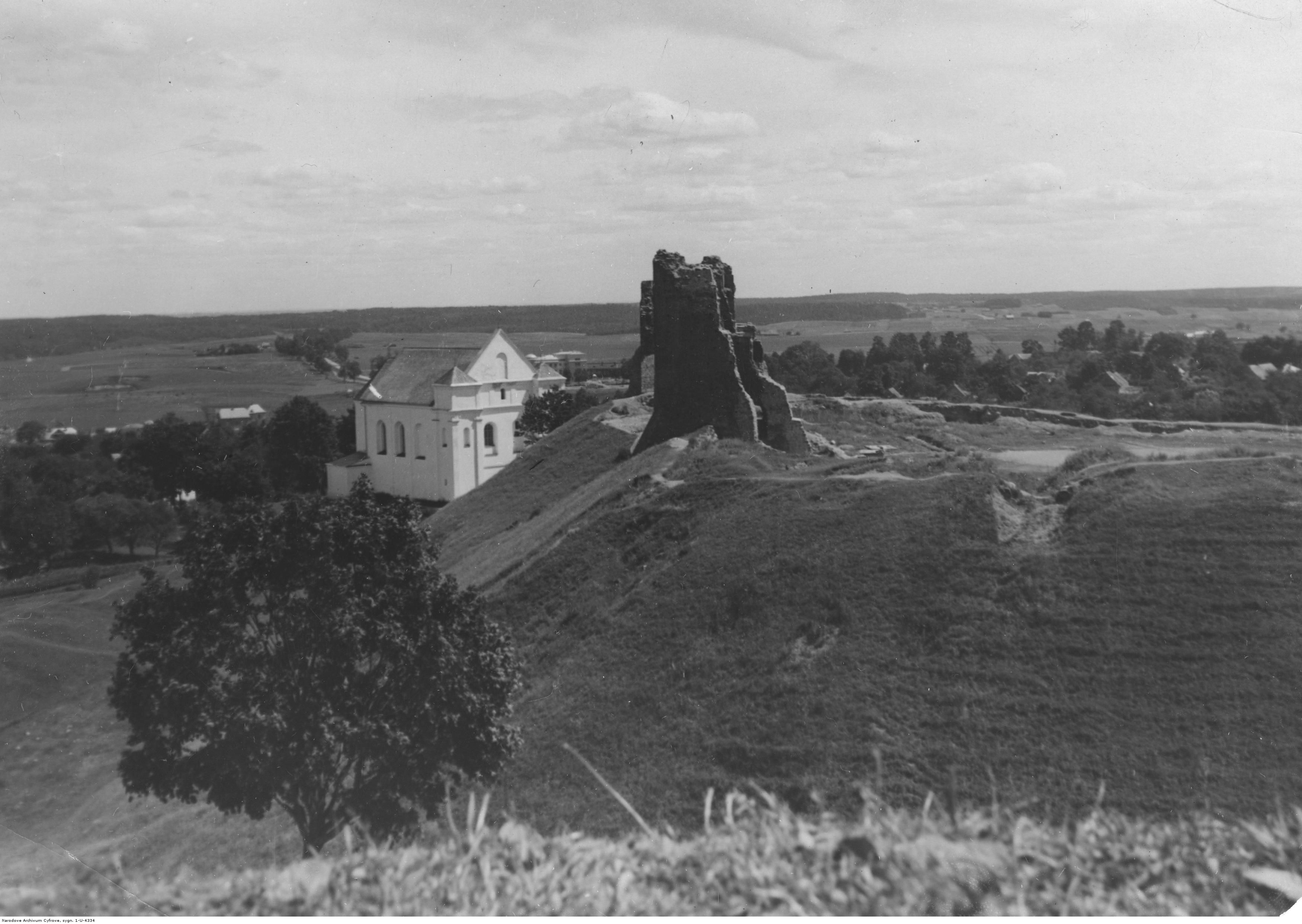
Nowogródek - ruiny zamku książąt litewskich na Górze Zamkowej

Po jednodniowym odpoczynku Grupa ruszyła do dalszych działań.
18 kwietnia oddziały polskie dotarły pod Nowogródek. Miasta broniły dwa bataliony strzelców i dwa szwadrony kawalerii. Nacierające z marszu od zachodu i od południa oddziały polskie zostały zatrzymane silnym ogniem broni maszynowej. Dowódca grupy nakazał 4/Kowieńskiego pułku strzelców obejść przez Boczkowicze i Bryziankę stanowiska nieprzyjaciela od północy i zająć panującą nad miastem górę Mendoga. Kompania wykonała zadanie i ogniem broni maszynowej rozpoczęła ostrzał centrum miasta. Sowieci, przekonani o rysującym się okrążeniu, opuścili dobrze umocnione pozycje na wzgórzach i rozpoczęli odwrót. Wtedy do działań weszła polska jazda. Obeszła ona miasto od południa i uderzyła na przeciwnika. Sowieci wycofali się na Lubczę, w kierunku puszczy Nalibockiej.

## Bilans walk
Opanowanie Nowogródka umożliwiło wojskom polskim obsadzenie linii starych okopów niemieckich nad Niemnem i Serweczem.